# Songs from Instant Star
Songs from Instant Star – ścieżka dźwiękowa pierwszego sezonu serialu telewizyjnego Gwiazda od zaraz. Wszystkie utwory na płycie są wykonywane przez Alexz Johnson. Album został wydany przez wytwórnię Orange Record Label, a jego producentem był Dave Ogilvie. Płytę współtworzył także Stephen Stohn, który jest również jednym z producentów samego serialu. Soundtrack tylko tego sezonu został wydany w Polsce.
Dodatkowy wokal stanowili Joel Feeney, Damhnait Doyle, Neil Donnell, Andrea Wasse, Lisa Dalbello, Katie B. i Dave Ogilvie.
Piosenka Stupid Girl była w oryginale wykonywana przez amerykański zespół Garbage.
Marie-Mai nagrała po francusku cover piosenki Waste My Time (fr. Tôt Ou Tard), który znajduje się na jej płycie Dangereuse Attractions.

## Lista utworów
1. „24 Hours”
2. „Temporary Insanity”
3. „Waste My Time”
4. „Let Me Fall”
5. „Skin”
6. „I'm in Love With My Guitar”
7. „Criminal”
8. „Time to Be Your 21”
9. „It Could Be You”
10. „Me Out of Me”
11. „Pick Up the Pieces”
12. „Your Eyes”
13. „That Girl”
14. „Stupid Girl” (utwór dodatkowy)

## Autorzy piosenek
|     | Piosenka                   | Twórca |
| --- | -------------------------- | --- |
| 1.  | 24 Hours                   | Alexz Johnson, Damhnait Doyle, James Robertson                                                               |
| 2.  | Temporary Insanity         | Christopher Ward, James Robertson, Andrea Wasse                                                              |
| 3.  | Waste My Time              | Rob Wells, Christopher Ward, Fred St-Gelais                                                                  |
| 4.  | Let Me Fall                | Alexz Johnson, Christopher Ward, Fred St-Gelais                                                              |
| 5.  | Skin                       | Alexz Johnson, Brendan Johnson                                                                               |
| 6.  | I'm in Love with My Guitar | Rob Wells, Christopher Ward                                                                                  |
| 7.  | Criminal                   | Alexz Johnson, Brendan Johnson                                                                               |
| 8.  | Time to Be Your 21         | Damhnait Doyle, Rob Wells, Marc Jordan                                                                       |
| 9.  | It Could Be You            | Rob Wells, Christopher Ward, Andrea Wasse                                                                    |
| 10. | Me Out of Me               | Chin Injeti, Fred St-Gelais                                                                                  |
| 11. | Pick Up the Pieces         | Joel Feeney                                                                                                  |
| 12. | Your Eyes                  | Marc Jordan, Fred St-Gelais, Chin Injeti                                                                     |
| 13. | That Girl                  | Alexz Johnson, Brendan Johnson                                                                               |
| 14. | Stupid Girl                | Duke Erikson, Shirley Manson, Steve Market, Butch Vig, Joe Strummer, Mick Jones, Paul Simonon, Topper Headon |

## Zespół
| muzyk              | instrument                     |
| ------------------ | ------------------------------ |
| Rick Gratton       | perkusja                       |
| Patrick Kilbridge  | gitara basowa                  |
| Tim Welch          | gitara & gitara FX             |
| Brendan Johnson    | gitara                         |
| Trevor Yuile       | keyboard & gitara              |
| Jonathon Goldsmith | pianino w „Time to Be Your 21” |
| Jody Colero        | pianino w „Temporary Insanity” |
| Matt Warhurst      | gitara basowa w „Stupid Girl”  |
| Matt Hyde          | gitara w „Stupid Girl”         |
| Phil Western       | keyboard w „Stupid Girl”       |

## Pozycje
| Rok  | Album        | Kraj       | Pozycja |
| ---- | ------------ | ---------- | ------- |
| 2006 | Instant Star | Polska     | #30     |
| 2006 | Instant Star | Szwajcaria | #41     |
| 2006 | Instant Star | Niemcy     | #67     |